# Elchin Safarli
Pour les articles homonymes, voir Safarli.
Elchin Safarli (Bakou, 13 mars 1984) est un écrivain et journaliste azerbaïdjanais.